# Spisek prochowy

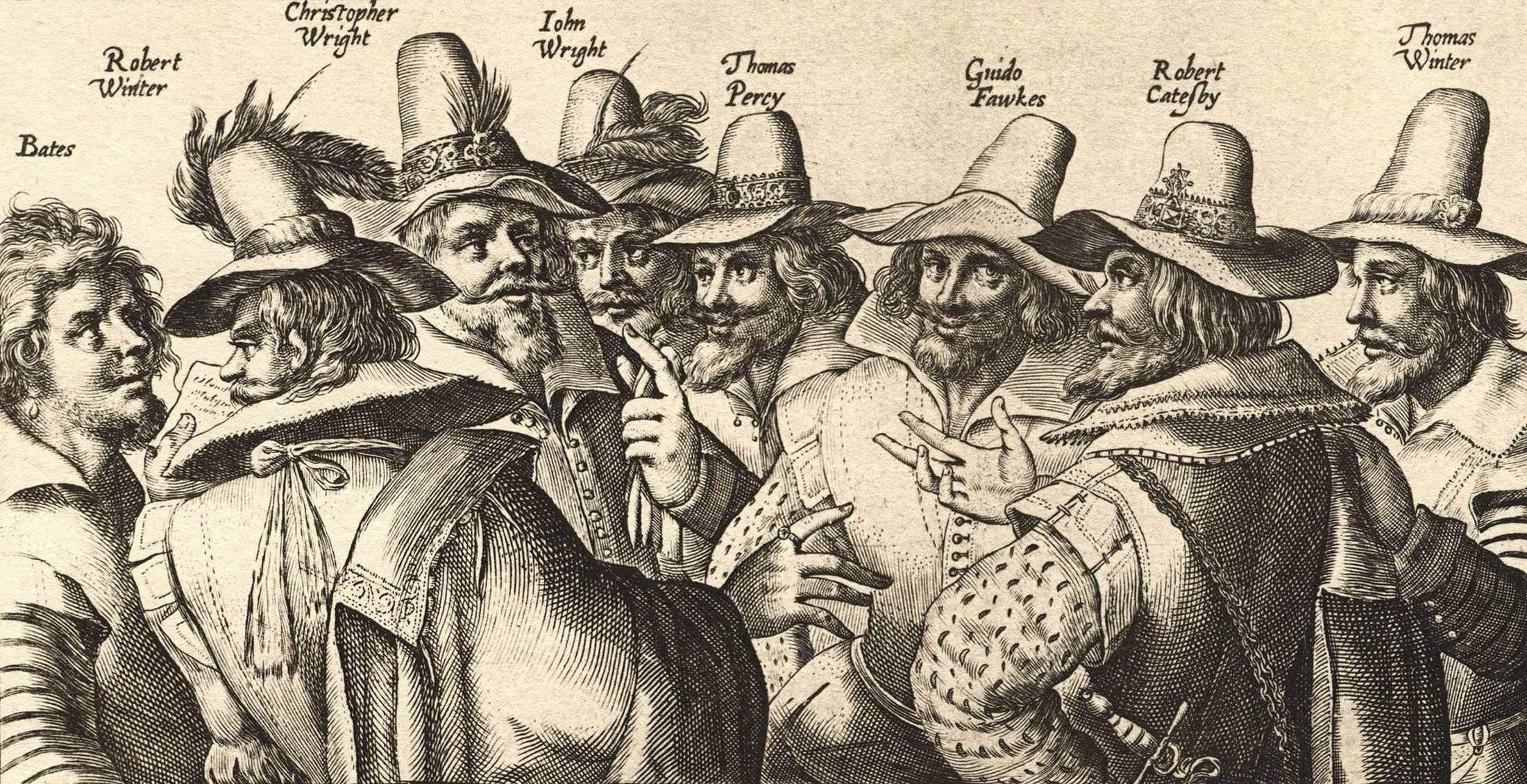
Spiskowcy

Spisek prochowy (ang. Gunpowder Plot) – nieudany zamach zorganizowany w Londynie 5 listopada 1605 przez grupę angielskich spiskowców, mający na celu zabójstwo króla Anglii i Szkocji Jakuba I.
W nocy z 4 na 5 listopada jeden ze spiskowców Guy Fawkes został znaleziony z 36 beczkami prochu w podziemiach Parlamentu. Późniejsze śledztwo ujawniło spisek małej grupy angielskich katolików, który trwał 2 lata. Plan zakładał detonację ładunku pod Izbą Lordów w momencie otwarcia Parlamentu i uśmiercenie tym samym, obok króla, zgromadzonych w niej przedstawicieli szlachty, biskupów oraz członków Izby Gmin. Autorem planu nie był w istocie Fawkes – kluczowymi postaciami w spisku byli Thomas Percy i Robert Catesby. Po 2 miesiącach procesu zamachowcy – w liczbie ośmiu – zostali skazani na śmierć przez powieszenie i poćwiartowanie. Egzekucja czterech z nich odbyła się 30 stycznia 1606, pozostałych – dnia następnego. Fawkes w dniu egzekucji skoczył z szafotu i złamał kark, by uniknąć okrutnej śmierci.
Incydent odbił się szerokim echem w całej ówczesnej Europie. Wykorzystywany był również do kreowania nastrojów antykatolickich w samej Anglii, stał się motywem wielu utworów satyrycznych.
Noc znana jest pod nazwą Guy Fawkes Night lub Bonfire Night. Co roku, w rocznicę zamachu, odbywają się w Londynie obchody upamiętniające to wydarzenie. W listopadzie 2005 odbyły się huczne uroczystości z okazji 400-lecia pamiętnej nocy.
Do tej historii nawiązuje też komiks Alana Moore’a V jak vendetta i film na jego podstawie.
W 1847 pisarz francuski Juliusz Verne napisał sztukę teatralną w pięciu aktach wierszem La Conspiration des poudres o tych wydarzeniach. Sztuka została wydana drukiem w XX wieku, ale jeszcze nie została wystawiona.

## Rymowanka
Wydarzenia 5 listopada upamiętnia angielska rymowanka. Poniżej przedstawiono jedną z jej wersji – pozostałe różnią się szczegółami, takimi jak zamiana see of na know of czy dodanie przedrostka the w czwartym wersie. Najbardziej znana jest jej pierwsza zwrotka.

Remember, remember the fifth of November

The Gunpowder Treason and Plot

I know of no reason,

Why Gunpowder Treason

Should ever be forgot...

Guy Fawkes, Guy Fawkes,

'Twas his intent.

To blow up the King and the Parliament.

Three score barrels of powder below.

Poor old England to overthrow.

Co dosłownie oznacza:

Pamiętaj, pamiętaj piąty listopada,

Zdradę i spisek prochowy.

Nie widzę powodu,

Dla którego zdrada prochowa

Miałaby zostać zapomniana

Guy Fawkes, Guy Fawkes,

Było jego zamiarem

Wysadzić Króla i Parlament.

Trzy dwudziestki beczek prochu pod spodem.

Biedna stara Anglia do obalenia.

Pierwsza zwrotka tej rymowanki pojawiła się w filmie V jak vendetta. Jej wolne tłumaczenie z polskiej wersji językowej filmu brzmi tak:

Listopada piątego, dnia pamiętnego

spisek prochowy miejsce miał.

I nie ma powodu, by stary czy młody

zapomnieć o nim śmiał.